# KkStB 31 sorozatú szerkocsi
A kkStB 30 sorozatú szerkocsi egy szerkocsitípus volt a császári és Királyi Osztrák Államvasutaknál (kkStB), melyek eredetileg a Kaiserin Elisabeth-Bahntól (KEB) és az Arlbergbahntól származtak.
Az Arlbergbahn és a kkStB 1884-től rendelte ezeket a szerkocsikat.
A KEB 1858-tól beszerzett, a kkStB által kkStB 10 sorozatba osztott szerkocsik nagy részét 1892 és 1912 között 31 sorozatúvá átépítették.
A szerkocsikat (mind a 31, mind az eredetileg 10 sorozatúakat) a Bécsújhelyi Mozdonygyár, a Floridsdorfi Mozdonygyár, a Lokomotivfabrik der StEG, a  Sigl Bécsben és a Sächsischen Maschinenfabrik Chemnitzben gyártotta.

## Fordítás
- Ez a szócikk részben vagy egészben  a   kkStB Tenderreihe 31 című német Wikipédia-szócikk fordításán alapul.  Az eredeti cikk szerkesztőit annak laptörténete sorolja fel. Ez a jelzés csupán a megfogalmazás eredetét és a szerzői jogokat jelzi, nem szolgál a cikkben szereplő információk forrásmegjelöléseként. Az eredeti szócikk forrásai szintén ott találhatóak.